# Chiesa della Madonna della Neve (San Donato in Poggio)
La chiesa della Madonna della Neve si trova a San Donato in Poggio nel comune di Tavarnelle Val di Pesa, in provincia di Firenze, diocesi della medesima città.

## Storia
Secondo quanto riporta Carlo Celso Calzolai nella sua opera su San Donato la chiesa sarebbe nata come cappella per le funzioni del castello di San Donato e originariamente sarebbe stata dedicata a San Tommaso d'Aquino che secondo una leggenda locale si sarebbe fermato nel borgo; sempre secondo il Calzolai all'interno della chiesa era conservata anche una tavola di Giovanni del Biondo raffigurante il santo. Quello che è certo è che tale chiesa, nelle decime pontificie raccolte a cavallo tra Duecento e Trecento, non viene mai nominata né tra le suffraganee della pieve di San Donato né tra le semplici cura d'anime.
Probabilmente la chiesa nacque come annesso ad uno spedale fondato, prima del 1376, dal comune di San Donato e gestito dai frati agostiniani e dalla locale Compagnia di Santa Maria, fondata nel XIII secolo, che nel periodo compreso tra il 1376 e il 1428 assunse quale patrona la Madonna della Neve e che in seguito gestì lo spedale in totale autonomia.

## Descrizione
La chiesa ha una pianta ad unica navata conclusa da un coro quadrilatero coperto a crociera, secondo uno stile che ricorda quelle delle chiese degli ordini mendicanti del XIV secolo ma sono evidenti già nella stessa facciata i numerosi rimaneggiamenti.
La facciata mostra interventi sia nel portale che appare rimaneggiato e non finito nella parte superiore che nella parte alta della stessa facciata dove, al di sopra della vistosa fascia decorativa in mattoni si trova un'apertura ad occhio con cornice in mattoni ma incompleto nella parte superiore e quasi soffocato dal tetto. Altri rimaneggiamenti sono visibili nella fiancata sinistra dove il paramento murario è diverso nella parte superiore.
All'interno sono conservati alcuni affreschi: uno, staccato, si trova collocato nella parete sinistra del coro e raffigura la Madonna col Bambino tra San Simeone e San Taddeo risalente al 1413; dell'altro si conservano dei frammenti tra cui la figura della Madonna ed è collocato entro l'altare maggiore. Ben più visibili sono gli interventi in stile barocco realizzati nel 1739 che comprendono l'altare maggiore decorato con finti marmi a stucco e colonne a tortiglione e due piccoli portali ai lati dell'arcone del coro